# السا هوسک
السا آنا سوفی هاسک (به انگلیسی: Elsa Anna Sofie Hosk) (زادهٔ ۷ نوامبر ۱۹۸۸) یک مانکن اهل سوئد است، که برای چندین برند موفق از جمله دیور، دولچه و گابانا، آنگارو، اچ اند ام، لیلی پالیتزر و گس کار کرده‌است. او برای نمایش‌های مد سالیانه شرکت ویکتوریا سکرت با نام تجاری ویکتوریا سکرت فشن شو در سال‌های ۲۰۱۱ تا ۲۰۱۸ ظاهر شد.
در سال ۲۰۱۵، السا هاسک به عنوان یکی از ۱۰ فرشتگان ویکتوریا سکرت اعلام شد. همچنین او بسکتبالیست حرفه‌ای است.

## حرفه‌ها

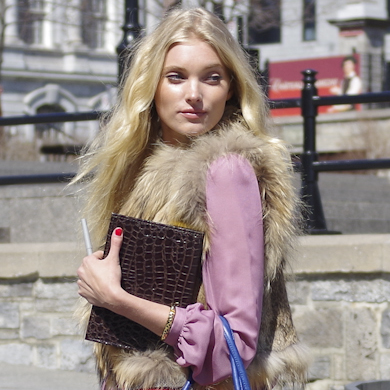
السا آنا سوفی هاسک

السا هاسک در سوئد بزرگ شد. زمانی که ۱۳ ساله بود، پدرش با پیشنهادی برای مدلش در دوران دبیرستان عکس‌های خود را به بنگاه‌های مختلف مدلینگ در سوئد فرستاد، و از سن ۱۴ سالگی شروع به مدلسازی کرد. از دوران نوجوانی (هنگام دبیرستان) پیشنهادهایی برای مدل بودن داشته‌است، اما ترجیح می‌داد ابتدا دوره دبیرستان را به پایان برساند. پس از فارغ‌التحصیلی، او تصمیم گرفت به دنبال شغلی در لیگ بسکتبال زنان سوئدی برود و در آن تا حد حرفه‌ای پیشرفت کند، اما به دلیل اینکه در سوئد این ورزش جایگاه ویژه‌ای ندارد وی تصمیم گرفته‌است تا استعدادش را در دنیای مد محک بزند.
السا هوسک گفته است می‌خواهد همچنان به ورزش ادامه دهد چون که اینکار باعث می‌شود آمادگی بدنی‌اش حفظ شود.
پس از بازی بسکتبال حرفه‌ای به مدت دوسال، شروع به مدل‌سازی (برای همیشه) آغاز کرد، و برای این شغلش به زودی به نیویورک نقل مکان کرد.
او برای ۱۵امین بار در لیست مدل‌های سکسی بالا توسط models.com قرار گرفت. در سال ۲۰۱۱، هوسک شروع به کار در ویکتوریا سکرت و spokesmodel کرد.

## زندگی شخصی
نام پدر السا پال و نام مادرش مارجه است. او دارای دو خواهر و دو برادر است. همچنین خالهٔ او «آلیس هربست» یک مانکن است، هربست در سال ۲۰۱۲، جایزه رقابت تلویزیونی برنامه Next Top Model در سوئد را برنده شد.
هاسک برای حمایت از سازمان ضد قاچاق انسان «فر گرلز» کار کرده‌است. او همچنین به فیلم The Whistleblower که به مسائل مربوط به قاچاق انسان مرتبط می‌باشد، علاقه‌مند است.
او در فهرست محبوبترین مدل‌های برتر توسط models.com رتبهٔ 15 را دارد.